# 特雷沃·卡森
杜利華·卡臣（英語：Trevor Carson，1988年9月12日—）是一名北愛爾蘭足球運動員，司職門將， 出身新特蘭青訓系統，現效力蘇超球會马瑟韦尔。

## 生平

### 球會
作為一個得到高評價的年青門將，杜利華·卡臣在2004/05年球季簽下職業合約，他在球季最後三場比賽中列為門將的後備。他在後備隊中經常上陣，並得到稱讚。
在2008年8月14日，杜利華·卡臣被外借至車士打菲特一季。他在對甘士比的比賽中首次在聯賽上陣，沒有失球，球隊最後以1-0獲勝。但是在2009年1月就被召回。
2011年1月20日杜利華·卡臣獲借用到英乙球會林肯城，為期1個月，期間上陣9場後獲延長借用至4月23日；3月23日新特蘭提前召回杜利華·卡臣，期間合共上陣16場。返回母會不久，隨即再被借用到英甲球會賓福特直到球季結束。但僅上陣1場後，便因母會正選門將需要進行膝蓋手術而於4月20日被提前召回。
2011年9月12日杜利華·卡臣又再獲借用到英甲球會貝利，為期兩個月。2012年1月13日杜利華·卡臣被借用到英冠球會侯城一個月。
2012年2月杜利華·卡臣再被借用返回貝利，並與新特蘭達成協議於季後正式羅致。
2013年10月3日，英乙朴茨茅斯從貝利借用杜利華·卡臣，借用期為三個月。

### 國家隊
杜利華·卡臣曾代表北愛爾蘭U21上陣15場。2009年5月7日代表北愛爾蘭B隊作客對蘇格蘭B隊，於下半場後補上陣。2010年2月獲北愛爾蘭成年隊徵召，但沒有上陣。

## 外部連結
- 足球数据库：杜利華·卡臣的球员统计数据
- 杜利華·卡臣新特蘭官方球員介紹 （页面存档备份，存于）